# フィブリノイド変性
フィブリノイド変性（フィブリノイドへんせい、英: fibrinoid degeneration）は、血管や結合組織に変性したフィブリンを主体とする種々の血漿成分（免疫グロブリンなど）よりなる物質が滲み込み形成される変性。同義語として類線維素変性、線維素様変性、フィブリン様変性がある。
フィブリノイド変性は主に中動脈、小動脈の血管壁に出現し、PAS反応陽性、ヘマトキシリン・エオシン(HE)染色で赤紫色、リンタングステン酸ヘマトキシリン(PTAH)染色で濃青色、アザン染色で濃赤色、マッソン・トリクローム染色で赤色、フィブリン染色で赤紫色、コンゴーレッド染色で橙赤色に染色される。フィブリノイド変性は多発性結節性動脈周囲炎、悪性カタル熱、豚熱、水銀中毒などで観察される。